# Tadeusz Natanson (muzyk)
Tadeusz Natanson (ur. 26 stycznia 1927 w Warszawie, zm. 10 listopada 1990 we Wrocławiu) – polski kompozytor i pedagog.

## Życiorys

### Edukacja
Edukację muzyczną rozpoczął w okresie międzywojennym, w Szkole Muzycznej im. Mieczysława Karłowicza w Poznaniu. W latach 1939–1944 przebywał w Warszawie, gdzie pobierał lekcje fortepianu u Margerity Trombini-Kazuro i Jana Ekiera. W latach 1946–1956 studiował w Państwowej Wyższej Szkole Muzycznej we Wrocławiu, początkowo na Wydziale Pedagogicznym, a następnie na Wydziale Kompozycji pod kierunkiem profesorów: Kazimierza Wiłkomirskiego, Piotra Perkowskiego oraz Stefana Bolesława Poradowskiego.
W 1977 obronił w PWSM w Warszawie pracę doktorską nt. Muzykoterapia jako jedna z funkcji muzyki.

### Działalność pedagogiczna
Od 1957 przez 26 lat był wykładowcą tej wrocławskiej uczelni – od 1965 jako docent, od 1977 jako profesor. Pełnił funkcje dziekana Wydziału Instrumentalnego (1969-73) oraz Wydziału Kompozycji, Dyrygentury i Teorii Muzyki (1973–1975), kierował Katedrą Kompozycji i Teorii Muzyki (1970–1981), był Prorektorem ds. Dydaktyki (1975–1981). W 1972 założył Zakład Muzykoterapii, przekształcony następnie w Instytut, na którego czele stanął jako dyrektor.
W latach 1983–1990 związany był także z filią Uniwersytetu Śląskiego w Cieszynie, gdzie kierował m.in. Międzykierunkowym Zakładem Muzykoterapii i Instytutem Wychowania Muzycznego. Od 1986 na stanowisku profesora zwyczajnego.

### Działalność kompozytorska i publicystyczna
Jego dorobek kompozytorski obejmuje około 100 dzieł, m.in. 7 symfonii, 3 koncerty fortepianowe, koncert na puzon, koncert na altówkę dedykowany Stefanowi Kamasie, opera Tamango, balet pantomimiczny Quo Vadis, utwory kameralne (np. Trio na saksofon altowy i 2 wiolonczele), wokalno-instrumentalne (m.in. Modliłem się do Jehowy na głos recytujący i orkiestrę, Pytanie Kaina na głos rec. chór i orkiestrę, kantata Opamiętajcie się), utwory chóralne i inne.
Jest autorem książek: Wstęp do nauki o muzykoterapii (Ossolineum 1979), Programowanie muzyki terapeutycznej (wyd. pośm. Akademii Muzycznej we Wrocławiu 1992) i dwutomowego skryptu Współczesne techniki kompozytorskie (1970, 1972) oraz wielu artykułów i prac zbiorowych publikowanych w Zeszytach Naukowych macierzystych uczelni, jak też periodykach polskich i zagranicznych.

### Działalność społeczno-organizatorska
Od 1954 był członkiem Związku Kompozytorów Polskich. Współtwórca i organizator Festiwalu Polskiej Muzyki Współczesnej we Wrocławiu. Członek Komitetu Organizacyjnego festiwalu „Warszawska Jesień”. Jako członek Towarzystwa im. Fryderyka Chopina aktywnie angażował się w organizację koncertów oraz kolejnych edycji Międzynarodowego Festiwalu Chopinowskiego w Dusznikach Zdroju. Należał do Polskiej Sekcji Towarzystwa Schweitzerowskiego oraz Towarzystwa Higieny Psychicznej. Brał udział w pracach Światowej Federacji Muzykoterapii będąc członkiem Międzynarodowej Grupy Roboczej Muzykoterapii ds.Badań Naukowych i Publikacji. Był aktywnym członkiem Towarzystwa Polsko-Szwedzkiego. W latach 1974–1982 był członkiem SD (m.in. wiceprzewodniczącym jego WK we Wrocławiu).
Pochowany na cmentarzu św. Wawrzyńca we Wrocławiu.

## Odznaczenia i nagrody

### Odznaczenia
- Złota Odznaka „Zasłużony dla Dolnego Śląska”
- Złoty i Srebrny Krzyż Zasługi
- Nagroda Ministra Kultury i Sztuki I i II stopnia
- Krzyż Kawalerski Orderu Odrodzenia Polski

### Nagrody
- 1958 – II nagrodę na Konkursie Młodych Związku Kompozytorów Polskich im. Tadeusza Bairda za Rondo koncertowe na skrzypce i orkiestrę symfoniczną (1958)
- 1960 – II i III nagrodę na Konkursie Kompozytorskim „Wiosny Opolskiej” za Trzy obrazki na 7 instrumentów i perkusję (1960) oraz Kwartet na instrumenty dęte (1960)
- 1965 – I nagrodę na konkursie kompozytorskim we Wrocławiu za Trio nr 1 na skrzypce, wiolonczelę i fortepian (1965)
- 1965 – wyróżnienie na Międzynarodowym Konkursie Kompozytorskim im. księcia Rainiera w Monako za Symfonię nr 3 John Fitzgerald Kennedy in memoriam (1964–1965)
- 1968 – Nagrodę miasta Wrocławia w dziedzinie muzyki
- 1969 – III nagrodę na Konkursie Kompozytorskim im. Grzegorza Fitelberga za Symfonię nr 4 (1969)
- 1969 – III nagrodę na Konkursie Kompozytorskim im. Stanisława Wiechowicza za Dziesięć etiud na 4–8-głosowy chór mieszany a cappella (1968)
- 1970 – I nagrodę na Ogólnopolskim Konkursie we Wrocławiu z okazji 25-lecia powrotu Ziem Zachodnich do Macierzy za kantatę Opamiętajcie się na chór, 4 recytatorów i orkiestrę symfoniczną (1970)
- 1970 – wyróżnienie na Międzynarodowym Konkursie Kompozytorskim im. księcia Rainiera w Monako za balet-pantomimę Quo vadis? (1970)
- 1978 – III nagroda na Międzynarodowym Konkursie Kompozytorskim w Laval we Francji, za Trio na Saksofon altowy i 2 wiolonczele (1977)